# Vlag van Biobío

Vlag van Biobío

De vlag van Biobío is samen met het wapen en het logo de symbolen van deze regio, hoewel alleen de laatste twee officieel zijn. In sommige media wordt de vlag van de intendant en de regionale raad vaak gebruikt als regionale vlag, hoewel de status ervan niet is gedefinieerd. De vlag bestaat uit een wit doek met in het midden het wapen van de regio. Het gouden kasteel vertegenwoordigt de provincie Arauco, waar talloze kastelen werden gebouwd tijdens de Arauco-oorlog en de Pacificatie van Araucania. De drie blauwe bladeren stellen Martín Ruiz de Gamboa voor, stichter van Chillán, en vertegenwoordigen daarom de uitgestorven provincie Ñuble. De blauwe en witte strepen staan voor de provincie Biobío en de gelijknamige rivier. De hartschild maakt deel uit van het wapen van de stad Concepción, en vertegenwoordigt daarmee de provincie Concepción.